# A Árvore do Halloween
A Árvore do Halloween (no original em inglês, The Halloween Tree) é um romance de fantasia escrito em 1972 pelo autor americano Ray Bradbury, que traça a história do Samhain e do Halloween.

## Enredo
Um grupo de oito garotos saiu para fazer doces ou travessuras no Halloween, apenas para descobrir que um nono amigo, Pipkin, foi levado em uma jornada que pode decidir se ele vive ou morre. Com a ajuda de um personagem misterioso chamado Moundshroud, eles perseguem seu amigo através do tempo e do espaço através das culturas do Egito Antigo, da Grécia Antiga e da Roma Antiga, do Druidismo Celta, da Catedral de Notre Dame na Paris Medieval e do Dia dos Mortos no México. Ao longo do caminho, eles aprendem as origens do feriado que celebram e o papel que o medo da morte, de fantasmas e de assombrações desempenhou na formação da civilização. A própria árvore do Halloween, com seus muitos galhos carregados de lanternas de abóbora, serve como uma metáfora para a confluência histórica dessas tradições.

## Contexto Histórico
O romance teve origem em 1967 como roteiro de uma colaboração não produzida com o animador Chuck Jones. Bradbury mais tarde escreveu e narrou uma versão animada, lançada em 1993, do romance para a televisão feita pela Hanna-Barbera, pelo qual ganhou um Emmy. Uma edição limitada de 2005 do "texto preferido do autor" do romance foi compilada e editada por Donn Albright. Esta edição também incluiu os roteiros de 1967 e 1992. 
Bradbury dedicou A Árvore do Halloween à Man'ha Garreau-Dombasle (1898–1999), uma escritora e tradutora francesa que era a avó materna da atriz e cantora Arielle Dombasle e esposa de Maurice Garreau-Dombasle, um embaixador francês no México. 

## Ilustrações
A Árvore do Halloween é ilustrada por Joe Mugnaini, um dos muitos colaboradores de Bradbury ao longo dos anos. Mugnaini ilustrou muitos romances com Bradbury, e Bradbury possuía muitos exemplos da arte de Mugnaini.

## Adaptações
- Bradbury escreveu o roteiro baseado no livro. Seu roteiro de The Halloween Tree ganhou o prêmio Emmy de 1994 de Melhor Roteiro em um Programa de Animação.
- Em 18 de junho de 2020, uma adaptação cinematográfica do livro foi anunciada para estar em desenvolvimento na Warner Bros. com o roteiro de Will Dunn e Charlie Morrison supervisionando o projeto. [3]

## Disneyland
Em 31 de outubro de 2007, Bradbury participou da apresentação da Árvore de Halloween na Disneylândia na Califórnia, a ser incluída como parte de suas decorações anuais de Halloween em todo o parque todos os anos.